# Mathias Eynck
Mathias Eynck (* 17. Juli 1914 in Brambauer; † 6. August 1998 in Lünen) war ein deutscher Kriminalpolizist, zuletzt Direktor im Landeskriminalamt Nordrhein-Westfalen.

## Werdegang
Eynck absolvierte nach dem Ende seiner Schullaufbahn ab 1937 eine Ausbildung zum Polizeiverwaltungsbeamten in Dortmund. Als Angehöriger der Wehrmacht nahm er am Zweiten Weltkrieg teil, zuletzt als Hauptmann der Reserve. Ende Oktober 1941 wurde er für vier Monate vom Kriegsdienst beurlaubt, um seine Polizeiausbildung abzuschließen.
Nach Kriegsende wurde Eynck, der weder der NSDAP noch SS angehört hatte, während der Entnazifizierung durch die Militäradministration im Oktober 1946 aus dem Polizeidienst entlassen – aufgrund seines ehemaligen Militärranges bei der Wehrmacht. Danach war er vorübergehend beim Amtsgericht Dortmund beschäftigt, bis er Anfang Oktober 1947 wieder in den Polizeidienst zurückkehren konnte. Ab dem Frühjahr 1957 leitete er die Kriminalpolizei in Hagen. Ab April 1960 leitete er die Kriminalgruppe E (Staatsschutz) im nordrhein-westfälischen Landeskriminalamt mit Dienstsitz Düsseldorf. Anfang Dezember 1961 wurde er Fachlehrer im Polizeiinstitut Hiltrup, bis er im April 1966 die Leitung der Dortmunder Kripo übernahm. Schließlich war er von Anfang Dezember 1969 bis zu seiner Pensionierung Ende Juli 1974 Direktor des Landeskriminalamt in NRW. Er erhielt 1973 das Bundesverdienstkreuz 1. Klasse.
Eine im Dezember 2019 vorgestellte Studie des Historikers Martin Hölzl im Auftrag des LKA Nordrhein-Westfalen hatte die Untersuchung der NS-Vergangenheit der ersten sechs Leiter des NRW-Landeskriminalamts zum Gegenstand. Im Gegensatz zu dem unbelasteten Eynck und dessen Nachfolger Hamacher kam Hölzl bei den ersten vier Direktoren des Landeskriminalamts zu dem Ergebnis, dass diese in unterschiedlichem Maß in NS-Verbrechen verstrickt waren.

## Quelle
- Martin Hölzl: Kurzfassung des Gutachtens über die NS-Vergangenheit der ersten sechs Behördenleiter des Landeskriminalamtes Nordrhein-Westfalen, im Auftrag des Landeskriminalamts Nordrhein-Westfalen (Hrsg.), Präsentation im Rahmen der Pressekonferenz am 16. Dezember 2019, Düsseldorf 2019.